# Сатуку (Калараш)
Сатуку (рум. Sătucu) насеље је у Румунији у округу Калараш у општини Сарулешти. Oпштина се налази на надморској висини од 41 m.

## Становништво
Према подацима из 2002. године у насељу је живело 26 становника, од којих су сви румунске националности.